# Rue des Panoyaux
La rue des Panoyaux est une voie située dans le quartier du Père-Lachaise du 20e arrondissement de Paris, en France.

## Origine du nom

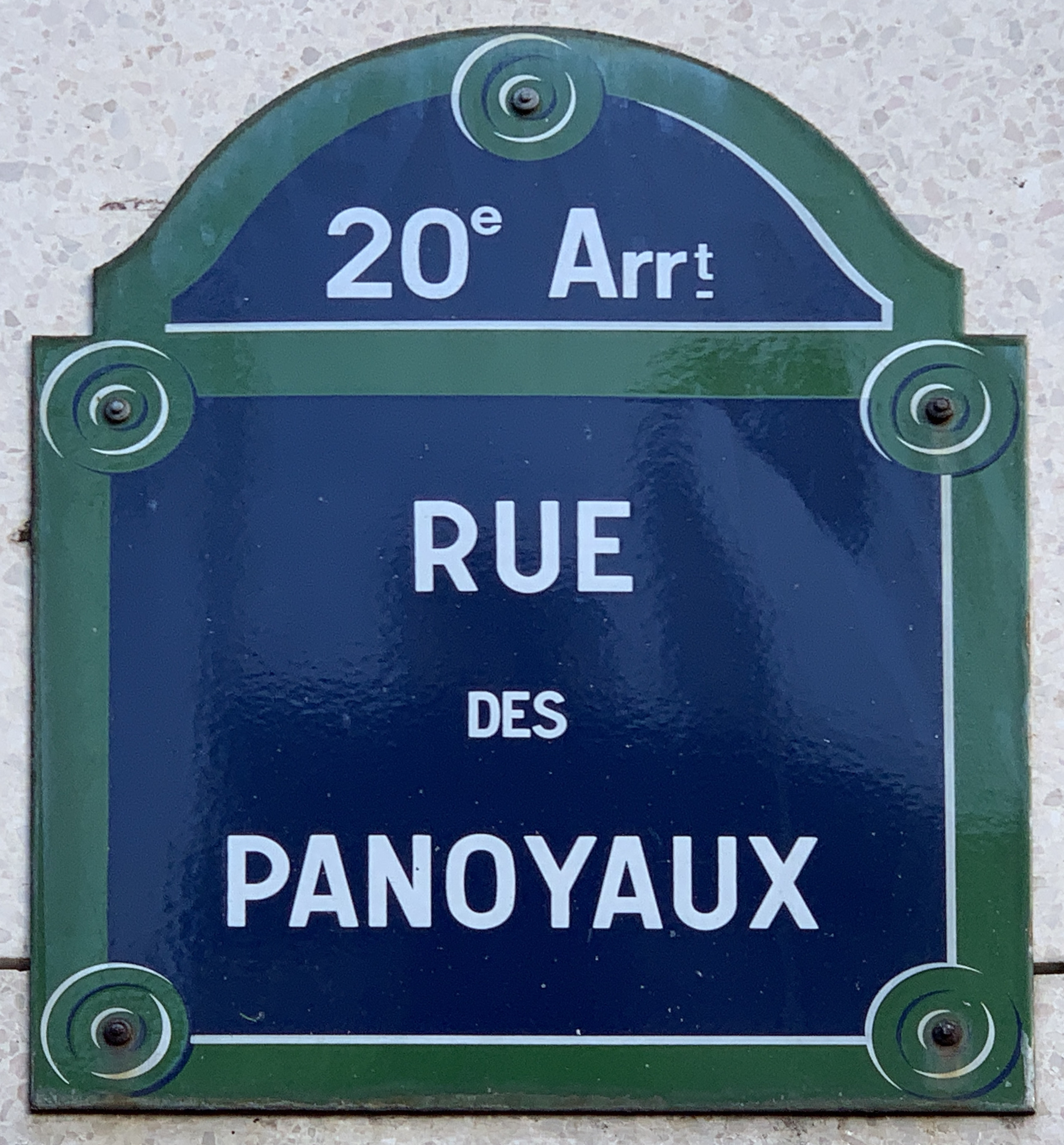
Plaque de la rue.

Elle tient son appellation du vignoble Le Panoyau (dérivé de « pas noyaux ») qui s'y trouvait tel qu'attesté par le plan de Roussel (1731), délimité à l'époque par la rue des Amandiers (qui s'étendait jusqu'à l'actuelle rue du Chemin-Vert), la rue de Ménilmontant et la rue Saint-Maur.

## Historique
Ancien chemin de la commune de Belleville, devenu rue Chaudron au début du XIXe siècle, elle prend son nom actuel en 1868 lors de sa restructuration et du percement de sa partie ouest la reliant au boulevard de Ménilmontant.

## Bâtiments remarquables et lieux de mémoire
- No 11 : bar Le Saint-Sauveur.
- No 12 : résidence d’Émile Dutil, membre du comité central de la garde nationale lors de la Commune de Paris[1].
- Le jardin Jane-Avril, du nom de l'artiste native du quartier de Belleville, se situe sur le terre-plein du boulevard de Ménilmontant, au sud de la rue.

## Dans la culture populaire
La rue des Panoyaux est évoquée dans la chanson Nananère d'Allain Leprest.